# Ameles
Ameles is een geslacht van bidsprinkhanen uit de  familie van de Mantidae. 

## Soorten
- Ameles aegyptiaca
- Ameles africana
- Ameles arabica
- Ameles assoi
- Ameles crassinervis
- Ameles cyprica
- Ameles decolor (Charpentier, 1825)
- Ameles dumonti
- Ameles fasciipennis
- Ameles gracilis
- Ameles heldreichi
- Ameles kervillei
- Ameles limbata
- Ameles maroccana
- Ameles modesta
- Ameles moralesi
- Ameles persa
- Ameles picteti
- Ameles poggii
- Ameles spallanzania (Rossi, 1792)
- Ameles syriensis
- Ameles taurica
- Ameles wadisirhani